# Lethrus serridens
Lethrus serridens es una especie de coleóptero de la familia Geotrupidae.

## Distribución geográfica
Habita en Asia Central y Rusia.